# Im Wartesaal zum großen Glück
Az Im Wartesaal zum großen Glück (magyarul: A nagy boldogságra várva) egy dal, amely Németországot képviselte az 1956-os Eurovíziós Dalfesztiválon. A dalt Walter Andreas Schwarz adta elő német nyelven. Ez volt Németország első szereplése a versenyen.
A dal a május 1-jén tartott német nemzeti döntőn nyerte el az indulás jogát. Az 1956-os versenyen rendhagyó módon mindegyik ország két dallal vett részt. A másik német induló Freddy Quinn So geht das jede Nacht című dala volt.
A dal egy ballada, amiben az énekes az emberek tragédiájáról énekel, hogy a múltban elvesztek, és várják a boldogságot, ami viszont már túljutott rajtuk.
A május 24-én rendezett döntőben a fellépési sorrendben negyedikként adták elő, a belga Fud Leclerc Messieurs les noyés de la Seine című dala után és a francia Mathé Altéry Le temps perdu című dala előtt.
Az 1956-os verseny volt az egyetlen, ahol nem tartottak nyílt szavazást, hanem a szavazatok összesítése utána a zsűri elnöke bejelentette, hogy melyik dal végzett az első helyen. Így nem lehet tudni, hogy milyen eredményt ért el a dal a szavazás során, azon kívül, hogy nem nyert.

## Külső hivatkozások
- Dalszöveg
- YouTube videó: Az Im Wartesaal zum großen Glück című dal előadása a luganói döntőben